# ひまわり (ラジオドラマ)
『ひまわり』は、日本ラジオドラマ作品。日本のシナリオバンク、
プレイワークス（主宰：岩井俊二）によるプレイワークスプロジェクトラジオドラマ第12弾。

## 概要
JFN系『円都通信 -YEN TOWN REPORT-』にて、2005年11月26日から2006年1月21日まで、全10話放送。 
原題は『ひまわりの咲く場所』。脚本を担当した今井孝史の脚本家デビュー作となる。
作者が阪神淡路大震災のある新聞記事を見たことにより、執筆したもの。
なお、登場人物の名である“ひまわり”は、神戸の震災復興のシンボルの一つである。

## スタッフ
- 脚本: 今井孝史
- 監督: 寒竹ゆり
- 音楽: 安井輝
- プロデューサー: 大作昌寿
- 制作: REALWAVE

## キャスト
- 坂井政宗役: 利重剛
- 坂井向日葵役: 戸田恵梨香
- 坂井房江役: 相築あきこ
- 松倉裕志役:西川忠志
- 山西道男役:小林尚臣
- 津田清人役:田辺季正
- 坂井はやの役:坂井寿美江
- 飯田修役:松崎謙二
- 風子役:藤村聖子
- 久保幸作役:清水大樹
- 増岡役:法月康平
- 菊永役:麻田健人

## ストーリー
向日葵（14歳）は、野球を愛してやまない中学生の女の子。
周囲に無理と言われようとプロ野球選手を目指す。
そんな向日葵を、母・房江は暖かく見守っている。
房江は現在一人で切り盛りする美容院をたたむか迷っていた。
カメラマンとして単身東京にいる、向日葵の父・政宗と一緒に暮らす為だ。
家族がバラバラに暮らして数年。年頃になった向日葵は、房江と政宗の関係に、家族の形に疑問を持つ。
房江が病気を患った時、カメラの仕事を優先させた政宗のことを
許せない、そんなわだかまりもあったからだ。
それでも、房江は再び家族三人で暮らすことを夢見て
動き出す。
そこへ、巨大地震が家族を飲み込んで――。